# Den kolde sommer '53
Den kolde sommer '53 (russisk: Холодное лето пятьдесят третьего…) er en sovjetisk spillefilm fra 1988 af Aleksandr Prosjkin.

## Medvirkende
- Valerij Prijomykhov som Sergej Basargin
- Anatolij Papanov som Nikolaj Pavlovitj Starobogatov
- Viktor Stepanov som Mankov
- Nina Usatova som Lidia Matveevna
- Zoja Burjak som Sjura